# Agent Nick Fury – Einsatz in Berlin
Agent Nick Fury – Einsatz in Berlin ist ein US-amerikanischer Fernseh-Actionfilm aus dem Jahr 1998. Die Comicverfilmung basiert auf der Marvel-Figur des Nick Fury. Nachdem der Film am 26. Mai 1998 in den USA zum ersten Mal ausgestrahlt wurde, lief er in Deutschland am 1. Dezember 1999 auf PREMIERE World.

## Handlung
HYDRA dringt in die Trinity Base ein, um den eingefrorenen Körper von Wolfgang von Strucker aus der Cryogenic Section zu stehlen. Weil sie dabei mehrere Agenten töten, wird Colonel Nicholas „Nick“ Joseph Fury durch Contessa Valentina „Val“ de Allegro Fontaine und Alexander Goodwin Pierce in Yukon benachrichtigt, damit dieser nach fünf Jahren wieder zu S.H.I.E.L.D. zurückkehren kann, um die brenzlige Situation zu lösen. Ihm wird die Gedankenleserin Kate Neville zur Seite gestellt, und schnell wird klar, warum HYDRA den Körper gestohlen hat. Er enthält die Reste eines Virus, entwickelt von Dr. Arnim Zola für Hitlers Massenvernichtungswaffenprogramm. HYDRA hofft damit, das Virus zu reproduzieren. Also machen sich Fury und die Contessa nach Berlin auf, um Inspector Runciter von Interpol zu treffen, damit sie gemeinsam Dr. Zola verhören können. Doch Runciter ist nicht Runciter, sondern die verkleidete Andrea von Strucker, Tochter von Wolfgang und Anführerin von HYDRA. Sie überwältigt Fury und vergiftet ihn mit dem Gift des Kolumbianischen Baumfrosches, einer Art des Dendropsophus, für das es kein Gegengift gibt. Vielmehr ist es eines der tödlichsten bekannten Gifte, und Fury bleiben weniger als 48 Stunden zu leben.
Mit einem Cyborg schickt Andrea anschließend eine Nachricht an S.H.I.E.L.D., in der sie ein Lösegeld von 1 Milliarde US-Dollar fordert, damit sie New York City nicht mit dem tödlichen Virus attackiert. Man habe dafür bis 18 Uhr Greenwich Mean Time Zeit. Und damit man ihr glaubt, dass sie das Virus hat, wird die echte Inspector Runciter in ein Berliner Krankenhaus eingeliefert, infiziert mit dem Virus. Die Lage ist ernst, und man macht sich schnell an die Planung. Fury, Kate und Pierce fliegen zum HYDRA-Hauptquartier, während die Contessa in Manhattan nach dem Virus sucht. Unglücklicherweise wird Furys Flugzeug abgeschossen, sodass er mit Kate und Pierce auf der Insel nahe dem Hauptquartier landen muss. Sie brechen ein, werden schnell gestellt und in den Kerker geworfen. Dementsprechend hat es die Contessa in New York umso schwerer, nachdem sie Werner von Strucker und die Virusraketen endlich gefunden hat. Zwar kann sie alle HYDRA-Männer überwältigen, aber die Kontrolle über die Raketen liegt im Hauptquartier, und ohne Furys Einsatz können sie nichts anderes machen, als zuzuschauen, wie die Raketen nach Manhattan fliegen.
Dank Furys Glasauge können sich die drei aus dem Kerker befreien. Sie kämpfen sich bis zum Kontrollraum durch, wo Fury Andrea überwältigt und mit Hilfe von Kates Psychofähigkeiten den Abschusscode aus Andreas Verstand holt. Nachdem der Code „3-7-9-0-6“ eingegeben wurde, wird die Startvorrichtung der Raketen deaktiviert. Allerdings kann Andrea dank einer Ablenkung mit dem tiefgefrorenen Körper ihres Vaters fliehen. Nachdem Fury ein synthetisches Gegengift von Gabriel erhalten hat, New York City gerettet und HYDRA vorerst zerschlagen wurde, ist Fury immer noch enttäuscht. Er befürchtet, dass Andrea ihren Vater wieder auftauen könnte. Und genau das macht sie auch.

## Kritik
„Ein hölzern gespielter Action-Film ohne Ansätze zu Vertiefung, der versucht, noch einmal vom verblassenden Ruhm des Baywatch-Stars David Hasselhoff zu partizipieren, dessen stereotypes Buch ihm jedoch keine Chance zur Profilierung einräumt.“

## Comic
In den Comics erscheinen die HYDRA-Schergen mit grünen Uniformen und nicht in Schwarzen Anzügen. Außerdem hat Andrea in den Comics einen Zwillingsbruder namens Andreas und  Werner ist nicht ihr jüngerer Bruder, sondern ihr älterer Halbbruder.